# Stereochemie

Dělení izomerů. Stereochemie se zaměřuje na stereoizomery.

Stereochemie (stereo znamená trojrozměrnost, zkracuje se také na 3D chemie) je vědní obor chemie, který se zabývá prostorovým uspořádáním atomů v molekulách a jeho vlivem na vlastnosti molekul a průběh chemických reakcí.
Stereochemie se zaměřuje na stereoizomery, které mají podle definice stejný molekulární vzorec a sekvenci vázaných atomů (konstituce), ale liší se trojrozměrnou orientací svých atomů v prostoru.
Stereochemie se dělí na dva podobory:
- Stereochemická izomerie - teorie trojrozměrné struktury molekul, které mají stejnou chemickou vazbu a složení, ale odlišné uspořádání atomů, přičemž konstituce, konfigurace a konformace určují trojrozměrnou strukturu molekuly. Důležitým odvětvím stereochemie je studium chirálních molekul.
- Stereochemická dynamika - studium prostorové sekvence chemických reakcí stereoizomerních molekul.

Studium stereochemických jevů pokrývá celou oblast organické, anorganické, fyzikální a supramolekulární chemie i biochemie. Významným nástrojem stereochemie je polarimetrie.

## Historie

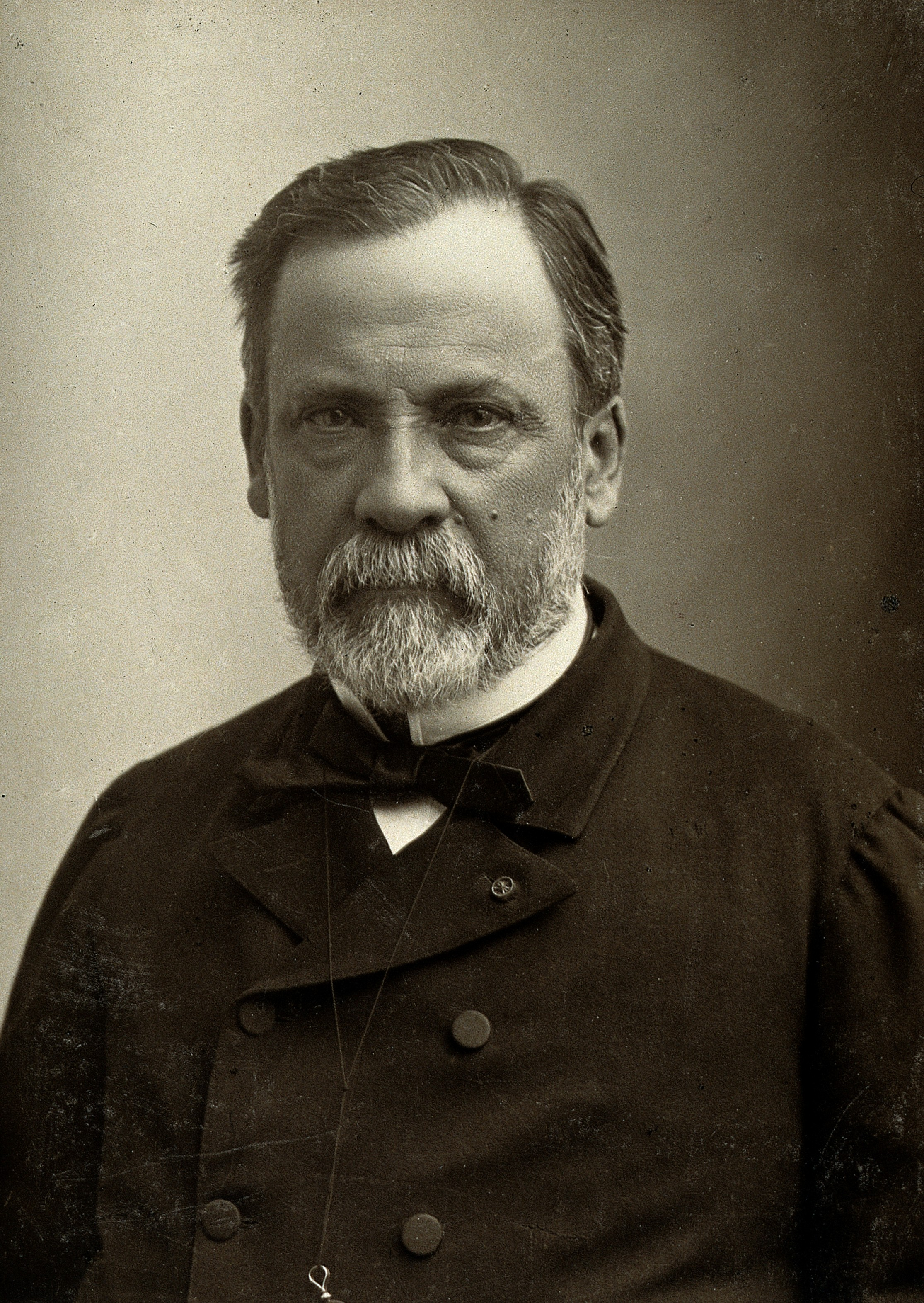
Louis Pasteur (1822 - 1895)

- Louis Pasteur (1822 - 1895)V roce 1842 francouzský biolog a chemik Louis Pasteur pozoroval, že soli kyseliny vinné shromážděné z nádob na výrobu vína mohou otáčet rovinou polarizovaného světla, ale že soli z jiných zdrojů ne. Tuto vlastnost (jedinou fyzikální vlastnost, ve které se tyto dva typy vinných solí lišily) nazval optickou izomerií.
- Rok 1849 je považován za rok vzniku stereochemie. Jako obor ji založil  Louis Pasteur po objevu optické izomerie.
- V roce 1874 Jacobus Henricus van 't Hoff a Joseph Le Bel vysvětlili optickou izomerii z hlediska tetraedrického uspořádání atomů vázaných na uhlík.

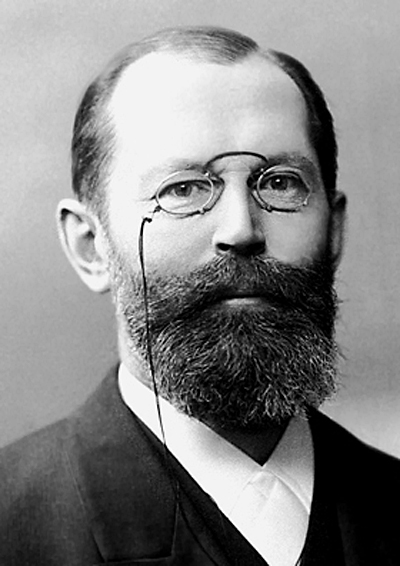
Hermann Emil Fischer (1852 - 1919)

- Hermann Emil Fischer (1852 - 1919)V roce 1891 byl Hermannem Emilem Fischerem navržen zjednodušený způsob zobrazení kolem stereocentra -  Fischerova projekce. Za práci na struktuře sacharidů a popis jejich stereochemie získal Fischer Nobelovu cenu za chemii v roce 1902.
- V roce 1904 zavedl skotsko-irský vědec William Thomson Kelvin termín chiralita.
- V roce 1908 skotský farmakolog Arthur Robertson Cushny, poprvé popsal jednoznačný rozdíl v bioaktivitě mezi enantiomery chirální molekuly. V roce 1926 položil základy pro chirální farmakologii (stereofarmakologii), která zkoumá biologické vztahy opticky izomerních látek.
- V roce 1913 pracoval Alfred Werner na studii o stereochemii koordinačních sloučenin kobaltu, které byly také oceněny Nobelovou cenou za chemii. Jeho práci lze také považovat za začátek komplexní chemie.
- V roce 1966 bylo navrženo Cahn-Ingold-Prelogovo pravidlo, které je pojmenované po organických chemicích Robertu Sidney Cahnovi, Christopheru Kelkovi Ingoldovi a Vladimiru Prelogovi. Pravidla priority Cahn–Ingold–Prelog jsou součástí systému pro popis stereochemie molekuly. Standardním způsobem řadí atomy kolem stereocentra, což umožňuje jednoznačný popis relativní polohy těchto atomů v molekule.
- V roce 1975 byl výzkum Vladimíra Preloga, v oblasti stereochemie organických molekul a reakcí, oceněn Nobelovou cenou.

## Zobrazování stereoizomerů

Dva izomery kyselině mléčné

Zobrazování stereoizomerů chemickým vzorcem zohledňuje prostorové uspořádání atomů v molekulách. Trojrozměrné struktury molekul jsou zobrazeny do tak zvané referenční roviny, jak je vidět na vedlejším obrázku dvou izomerů kyseliny mléčné.
Pro grafiku chemického vzorce stereoizomerů platí:
- atomy ležící v referenční rovině jsou spojeny plnou čarou
- atomy ležící pod referenční rovinou jsou spojeny přerušovanou čarou
- atomy ležící nad referenční rovinou jsou spojeny plnou trojúhelníkovou čarou

## Základní pojmy stereochemie

### Stereoizomer
Stereoizomery jsou sloučeniny se stejným sumárním vzorcem, ale jiným strukturním uspořádáním atomů v molekule. Podrobněji řečeno to jsou molekuly, které mají stejný molekulární vzorec a sekvenci vázaných atomů (konstituci), ale liší se trojrozměrnou orientací svých atomů v prostoru.

### Enantiomer

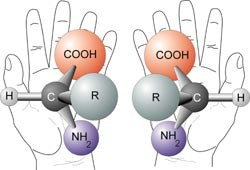
Příklad enantiomerů dvou obecných aminokyselin.

Enantiomer (také nazývaný optický izomer, antipod nebo optický protipól) je jedním ze dvou stereoizomerů, které jsou zrcadlovými obrazy sobě navzájem, stejně jako levá a pravá ruka. Nejsou identické a nemohou se stát identickými změnou orientace.
Tyto molekuly, které nelze ztotožnit s jejich zrcadlovými obrazy, nazýváme chirální. Nejčastější příčinou chirality je atom uhlíku, na kterém jsou navázány čtyři různé skupiny (nebo tři skupiny a atom vodíku).

### Diastereomer
Diasteromer je jedním ze dvou stereoizomerů, které nejsou navzájem svými zrcadlovými obrazy. Nejsou identické a nemohou se stát identickými změnou orientace.
Diastereomery vznikají, když dva nebo více stereoizomerů dané sloučeniny mají různé konfigurace v jednom nebo více ekvivalentních stereocentrech a nejsou tak navzájem zrcadlovými obrazy. Pokud se dva diastereoizomery liší pouze v jednom stereocentru, jedná se o epimery. Každé stereocentrum dává vzniknout dvěma různým konfiguracím, a proto obvykle zvyšuje počet stereoizomerů dvojnásobně.
Diastereomery se liší od enantiomerů v tom, že ty jsou páry stereoizomerů, které se liší ve všech stereocentrech. Proto jsou zrcadlovými obrazy jeden druhého. 
Diastereomery se mohou vyskytnout také na dvojné vazbě, kde cis a trans pozice substituentů dávají dva stereoizomery.

### Cis-trans izomer

Příklad cis-trans izomerů

Cis-trans izomery nemají chirální uhlíky, ale v jejich molekule se nacházejí dvojné vazby nebo cykly. Okolo jednoduché vazby se mohou atomy otáčet, kolem dvojné však ne. Proto jsou například cis-2-buten a trans-2-buten různé sloučeniny s odlišnými vlastnostmi.